# ونك (أصفهان)
ونك (بالفارسية: ونک) هي منطقة سكنية تقع في إيران في البلدة المركزية. يقدر عدد سكانها بـ 2,509 نسمة .